# Langue des signes dominicaine
La langue des signes dominicaine (en espagnol : lenguaje de señas dominicano(es) ou lengua da señas dominicana(es), LSRD), est la langue des signes utilisée par les personnes sourdes et leurs proches en République dominicaine.

## Caractéristiques
De 85 à 90 % des signes de la LSRD sont similaires à ceux de la langue des signes américaine (ASL) et la plupart des  fonctionnalités de celle-ci sont utilisées. Il y a des variations régionales mais la langue des signes est normalisée au milieu du pays de Saint-Domingue à Puerto Plata.

## Utilisation
Il existe environ 30 écoles primaires pour les enfants sourds à travers le pays dont la plupart utilisent une variété d'ASL pour l'enseignement. Il y a aussi des  clubs, des associations et des églises qui utilisent la LSRD.
Un manuel de LSRD a été publié par l'École nationale des sourds, l'Association Nationale des Sourds (Asociación Nacional de Sordos, ANSORDO) et le ministère de l'Éducation de la République dominicaine.